# Просто Саша
«Просто Саша» — советский фильм-мелодрама 1976 года режиссёра Всеволода Плоткина, экранизация одноименной повести Сергея Баруздина.
В ролях: Марина Неелова, Игорь Кваша, Валерий Хлевинский, Инга Будкевич, Юрий Григорьев, Валентина Хмара, Николай Погодин, Евгения Сабельникова.

## Сюжет
Медсестра Александра Неродова для всех — просто Саша, поскольку ее ценят коллеги и любят больные. Саша с каждым отзывчива и добра, старается всех поддержать и одарить теплотой и улыбкой, но на душе у нее давно кошки скребут. Саша мечтает о своей семье, но личного счастья на горизонте не предвидится. Когда из города в их районную больницу приезжает новый врач, сердце Саши переполняется долгожданными чувствами. Хотя Вячеслав Алексеевич женат, Саша не в состоянии скрывать свою любовь к нему.